# Neil Smelser
Neil Smelser Joseph sinh ngày 22 tháng 7 năm 1930, là một nhà xã hội học người Mỹ. Ông tốt nghiệp đại học Harvard, Hoa Kỳ vào năm 1952 và nhận bằng Tiến sĩ tại đây vào năm 1958; Chủ tịch Hội Xã hội học Mỹ.